# Roccamonfina-Foce Garigliano Regionális Park
A Roccamonfina-Foce Garigliano Regionális Parkot 1993-ban alapították a Roccamonfina vulkán környezeti értékeinek valamint növény- és állatvilágának megóvása céljából.
A park területe körülbelül 9000 hektár, központi domborzati eleme a Roccamonfina vulkán. Északnyugaton a Garigliano, délkeleten a Monte Massico határolja. Jellegzetes növényei a gesztenye és a kosbor. Állatvilágának jellegzetes képviselői az erdei fülesbagoly, fehér gólya, halászsas és vörös gém. Feltételezések szerint már az i. e. 7. és 8. században lakott terület volt.
A park területén a következő községek osztoznak: Sessa Aurunca, Roccamonfina, Teano, Conca della Campania, Galluccio és Marzano Appio.